# Rally van Ivoorkust 1984
De Rally van Ivoorkust 1984, formeel 16ème Rallye Côte d'Ivoire, was de 16e editie van de rally van Ivoorkust en de elfde ronde van het wereldkampioenschap rally in 1984. Het was de 134e rally in het wereldkampioenschap rally die georganiseerd wordt door de Fédération Internationale de l'Automobile (FIA). De start en finish was in Abidjan.

## Programma
| Etappe | Datum                                            | Tijdcontroles | Competitieve afstand |
| ------ | ------------------------------------------------ | ------------- | -------------------- |
| 1      | Woensdag 31 oktober tot en met zondag 4 november | 46            | 4012,00 kilometer    |
|        |                                                  |               |                      |
| Totaal | Totaal                                           | 46            | 4012,00 kilometer    |

## Resultaten
| Algemene top tien | Algemene top tien | Algemene top tien | Algemene top tien       | Algemene top tien | Algemene top tien | Algemene top tien             | Algemene top tien             |
| Pos.              | #                 | Rijder            | Auto                    | Gr/kl             | Tijd              | Eerste                        | Punten                        |
| Pos.              | #                 | Navigator         | Inschrijving            | Gr/kl             | Straftijd         | Vorige                        | Punten                        |
| ----------------- | ----------------- | ----------------- | ----------------------- | ----------------- | ----------------- | ----------------------------- | ----------------------------- |
| 1.                | 1                 | Stig Blomqvist    | Audi Sport quattro      | B12               | 5:24              | 0:00                          | 20                            |
| 1.                | 1                 | Björn Cederberg   | Audi Sport              | B12               | 5:24              | =                             | 20                            |
| 2.                | 3                 | Hannu Mikkola     | Audi quattro A2         | B12               | 5:46              | + 0:22                        | 15                            |
| 2.                | 3                 | Arne Hertz        | Audi Sport              | B12               | 5:46              | + 0:22                        | 15                            |
| 3.                | 2                 | Shekhar Mehta     | Nissan 240RS            | B12               | 6:28              | + 1:04                        | 12                            |
| 3.                | 2                 | Rob Combes        | Shekhar Mehta           | B12               | 6:28              | + 0:42                        | 12                            |
| 4.                | 4                 | Alain Ambrosino   | Opel Manta 400          | B12               | 7:03              | + 1:39                        | 10                            |
| 4.                | 4                 | Daniel Le Saux    | Alain Ambrosino         | B12               | 7:03              | + 0:35                        | 10                            |
| 5.                | 11                | David Horsey      | Peugeot 504 V6 Pick-up  | B12               | 13:58             | + 8:34                        | 8                             |
| 5.                | 11                | David Williamson  | David Horsey            | B12               | 13:58             | + 6:55                        | 8                             |
| 6.                | 18                | Patrick Tauziac   | Mitsubishi Colt         | A7                | 24:13             | + 18:49                       | 6                             |
| 6.                | 18                | Loïs Cournil      | Patrick Tauziac         | A7                | 24:13             | + 10:15                       | 6                             |
| DNF top tien      |                   |                   |                         |                   |                   |                               |                               |
| Pos.              | #                 | Rijder            | Auto                    | Gr/kl             | TC                | Reden                         | Reden                         |
| Pos.              | #                 | Navigator         | Inschrijving            | Gr/kl             | TC                | Reden                         | Reden                         |
| EX                | 5                 | Eugène Salim      | Mitsubishi Lancer Turbo | B12               | 35                | Uitgesloten - controle gemist | Uitgesloten - controle gemist |
| EX                | 5                 | Clement Konan     | Eugène Salim            | B12               | 35                | Uitgesloten - controle gemist | Uitgesloten - controle gemist |
| EX                | 6                 | Samir Assef       | Mitsubishi Lancer Turbo | B12               | 35                | Uitgesloten - controle gemist | Uitgesloten - controle gemist |
| EX                | 6                 | Solange Barrault  | Samir Assef             | B12               | 35                | Uitgesloten - controle gemist | Uitgesloten - controle gemist |
| WD                | 8                 | Surinder Thatthi  | Nissan 240RS            | B12               | 0                 | Teruggetrokken                | Teruggetrokken                |
| WD                | 8                 | Norman Main       | Surinder Thatthi        | B12               | 0                 | Teruggetrokken                | Teruggetrokken                |
| DNF               | 14                | Claude Thibault   | Mitsubishi Lancer Turbo | A8                | 28                | Wielophanging                 | Wielophanging                 |
| DNF               | 14                | Claude Papin      | Claude Thibault         | A8                | 28                | Wielophanging                 | Wielophanging                 |
| WD                | 15                | Michel Molinié    | Toyota Celica GT        | A7                | 46                | Teruggetrokken                | Teruggetrokken                |
| WD                | 15                | Marc Molinié      | Michel Molinié          | A7                | 46                | Teruggetrokken                | Teruggetrokken                |
| DNF               | n.b.              | Adolphe Choteau   | Mitsubishi Lancer Turbo | B12               | n.b.              | Radiator                      | Radiator                      |
| DNF               | n.b.              | Christian Boy     | Adolphe Choteau         | B12               | n.b.              | Radiator                      | Radiator                      |

- Noot: Tijd is niet de algehele eindtijd die over de route is gedaan, maar is eerder opgebouwd uit straftijd verzamelt bij de tijdcontroles.

## Kampioenschap standen

#### Rijders
|   | Pos. | Rijder          | Pnt. |
| - | ---- | --------------- | ---- |
| = | 1    | Stig Blomqvist  | 125  |
| 1 | 2    | Hannu Mikkola   | 101  |
| 1 | 3    | Markku Alén     | 90   |
| = | 4    | Attilio Bettega | 49   |
| = | 5    | Miki Biasion    | 43   |

#### Constructeurs
|   | Pos. | Constructeur | Pnt. |
| - | ---- | ------------ | ---- |
| = | 1    | Audi         | 116  |
| = | 2    | Lancia       | 108  |
| = | 3    | Peugeot      | 56   |
| = | 4    | Renault      | 55   |
| = | 5    | Toyota       | 48   |

- Vetgedrukte tekst betekent wereldkampioen.
- Noot: Enkel de top 5-posities worden in beide standen weergegeven.